# Callospermophilus lateralis
Ховрах золотистий (Spermophilus lateralis) — ховрах, що живе у всіх видах лісів Північної Америки. 
Типова доросла тварина має 23-30 см завдовжки. Золотистого ховраха легко ідентифікувати завдяки схожим на бурундукові смуги і забарвлення, але на відміну від бурундуків, він не має будь-яких смуг на обличчі.
Живиться насінням, горіхами, ягодами, комахами і підземними грибами. На нього полюють багато хижіків: яструби, сойки, ласки, лисиці, руді рисі і койоти.